# Джалло (фильм)
«Джалло» (англ. Giallo) — триллер итальянского режиссёра Дарио Ардженто, вышедший в 2009 году. Премьера фильма состоялась 25 июня 2009 на Эдинбургском кинофестивале.

## Сюжет
Действие происходит в Турине, зимой 2007 года. Две молодые японские туристки, приехавшие в Турин, сбегают с филармонического концерта в поисках развлечений. В ночном клубе одна из них знакомится с парнем, и говорит своей сестре, что хочет остаться на ночь в клубе. Сестра нехотя оставляет её и собирается вернуться обратно в отель. На выходе из клуба она попадает под дождь и садится в подъехавшее такси. В ходе поездки она подозревает, что такси везёт её совсем не к отелю. В укромном месте машина останавливается, и через запотевшее окно девушка отчаянно стучит и зовёт на помощь по-японски.
В следующей сцене показана Селина (Эльса Патаки), модель, которая в спешке меняет платья на очередном показе. Ей по телефону звонит сестра-стюардесса Линда (Эммануэль Сенье), прилетевшая погостить в Турин. Селина ей говорит, что сейчас занята и пусть Линда дождётся в её номере отеля. Прямо возле места проведения показа останавливается такси, Селина садится в машину, попутно разговаривая по телефону с Линдой. Вскоре она замечает, что такси везёт её в другую сторону и никак не реагирует на замечания девушки свернуть в правильном направлении или выпустить её, Линда из-за связи не вполне чётко слышит разговор. Водитель вновь завозит девушку в безлюдное место и вкалывает ей в переносицу снотворный препарат, затем он перетаскивает её к связанной японской туристке в свою берлогу. На столе, меж тем, уже лежит изуродованное тело ещё одной девушки.
На следующее утро, Линда, обеспокоенная исчезновением Селины, обзванивает все больницы и морги, и приходит в полицию. Полицейский не хочет объявлять девушку в розыск, ссылаясь на малый период времени, прошедший с исчезновения. Но Линда не унимается и приводит довод, что её сестра — модель, и у неё расписан каждый день, так что времени на длительные похождения у неё нет. Полицейский говорит, что если она модель, то она красивая и направляет к таинственному следователю, живущему и работающему в подвале участка. Этим следователем является Энцо Авольфи (Эдриен Броуди), весь его кабинет завешан фотографиями изуродованных молодых женщин. Линда ужасается от предположения, что раз её направили именно к нему, то с её сестрой могло случиться то же самое. После недолгого разговора, Авольфи выпроваживает Линду.
На следующее утро Авольфи едет за сбором информации о деле, сразу же ему на хвост садится такси. Когда такси его настигает, он останавливает машину и выкидывает таксиста наружу. С пассажирского сиденья поднимается Линда и говорит, что последовала за ним, так как кроме Селины у неё никого нет. Слегка поколебавшись, Авольфи берёт её с собой.
Маньяк выбрасывает тело первой девушки и кладёт на её место японку. Несколько дней он пытает и уродует её на глазах у связанной Селины. Потом избавляется от тела, вымыв его отбеливающим средством, закутав в целлофан, и оставив около монастырского фонтана.
Авольфи и Линда приезжают на место обнаружения тела, перед смертью девушка произнесла предсмертную буддийскую молитву и повторила несколько раз слово «жёлтый». Авольфи рассказывает Линде о том, что маньяк убивает красивых девушек, которых никто не знает и их не будут искать, потому что он ненавидит красоту, а также ради самого процесса изуверства, их тела он оставляет в канавах и лесах. На его счету 5 или 6 девушек, первой жертвой стала русская туристка, которой он проломил череп молотком. В данный момент он слегка изменил тактику и оставил девушку на открытом месте и еле живой.
Когда Жёлтый кладёт Селину на стол, она начинает его дразнить и говорить, что он не сделает её такой же страшной как сам, и что его уродство ничего не исправит. От этих слов он вспоминает свою судьбу вечного изгоя. Его мать была проституткой и, будучи на большом сроке беременности, после обслуживания клиента, потратила вырученные деньги на героин. Грудного ребёнка она отнесла в тот самый монастырь, в нём сверстники дразнили его Жёлтым из-за врождённого гепатита C, у монахинь он также не находил поддержки. Придя в себя с помощью успокоительного и взбитых сливок, Жёлтый возвращается к Селине, отрезает ей палец и накачивает снотворным.
Линда догадывается, что «жёлтый» может обозначать болезнь маньяка, и они с Энцо едут в больницу. Там Энцо замечает Жёлтого и преследует его, но, споткнувшись, упускает. В больнице он узнаёт имя маньяка и адрес, им оказывается 34-летний уроженец Турина Флавио Вольпе.
Пока Жёлтый ходил в больницу за таблетками, Селине удаётся развязать себе руки и, вырубив вернувшегося в бешенстве маньяка, выбежать из здания. В паре шагов от свободы её всё же ловит Жёлтый. Селина ему предлагает идею, взамен который он может подарить ей свободу.
В это время Энцо и Линда едут по адресу местожительства Жёлтого, где находят лишь упаковки таблеток, порножурналы, японскую мангу в стиле эрогуро и ноутбук с фотографиями убитых девушек и живой Селины.
Чтобы немного расслабиться, Энцо приглашает Линду в ресторан, где рассказывает ей, как стал полицейским. В детстве, после одной из вечеринок, к ним в дом ворвался человек со шрамом и убил у него на глазах его мать. Энцо отправили к дяде в Нью-Йорк, но в 14 лет дядя отослал его обратно в Турин, отдав на попечение бабушке. Зайдя в мясную лавку, Энцо увидел, что мясник – тот самый человек со шрамом. Одним вечером, подождав, пока жена мясника уйдёт из лавки, Энцо набросился на него и покарал убийцу его же ножом. Это всё увидел полицейский, который, узнав историю Энцо, взял его на работу своим помощником.
После ресторана Энцо провожает Линду до её общего с сестрой номера отеля и, несмотря на уговоры остаться, покидает её. В это время к Линде заявляется Жёлтый и предлагает ей жизнь сестры в обмен на помощь в побеге из страны. Линда соглашается, но тут к ней возвращается Энцо с информацией о местонахождении её сестры. Энцо скидывает Жёлтого с крыши дома и отправляет наряд на обыск заброшенных газохранилищ. Ему говорят, что девушку найти не удалось. Линда оскорбляет его, называя убийцей — таким же, как и Жёлтый.
В финальной сцене показана Селина, лежащая с кляпом во рту в багажнике такси на подземной стоянке. Охранник проходит мимо, но слышит стоны и стук Селины и видит под белым такси лужу крови.

## В ролях
- Эдриен Броуди — инспектор Энцо Авольфи
- Эммануэль Сенье — Линда
- Эльса Патаки — Селина
- Роберт Миано — инспектор Мори
- Сильвия Спросс — русская жертва
- Джузеппе Ло Консоле — мясник
- Луис Мольтени — Сол
- Лоренцо Педротти — разносчик пиццы
- Даниела Фадзолари — София
- Валентина Изуми — Кеико
- Таийо Яманоучи — Тоши
- Сато Ои — Мидори
- Мэрианн МакАйвер — девушка в книжном магазине
- Барбара Маутино — медсестра
- Массимо Франчеши — коронер
- Лайам Риккардо — «Жёлтый» в детстве
- Анна Варелло — жена мясника
- Джанкарло Юдика Кордилья — сержант за справочным столом
- Николо Морселли — Энцо в детстве
- Фархад Ре — дизайнер
- Патрик Ольдани — офицер Жан Люка
- Андре Редавид — Офицер № 1
- Линда Мессерлинкер — девушка-жертва

## Производство
В интервью журналу Cinefantastique Ардженто заявил, что ему не понравился продюсерский монтаж фильма и что он больше не имеет ничего общего с этим проектом.
Эдриен Броуди снялся сразу в двух ролях — инспектор Энцо Авольфи и «Жёлтый». Для роли «Жёлтого» он был сильно загримирован и в титрах обозначен анаграммой от своего имени Byron Deidra.
«Жёлтый» на итальянском звучит как «giallo». Устоявшийся термин «джалло» возник для описания серии дешевых криминальных рассказов от издательства «Mondadori publishing house», выпущенной в ярко-жёлтых обложках в начале 1929 года. Позднее это слово стало синонимом преступления с выраженной детективной составляющей, а ещё позднее — обозначением определенного жанра, имеющего выраженные отличия от «традиционных» детективов. Ардженто назвал фильм в честь жанра детективных триллеров, которых придерживается сам с 1970-х годов, хотя этот фильм ближе к традиционным триллерам про маньяков. В отличие от большинства других фильмов Ардженто, здесь лицо маньяка показывается ещё в первой половине фильма, а его личность и мотивы проясняются в середине.

## Прокат
Премьера фильма состоялась 25 июня 2009 на Эдинбургском международном кинофестивале в столице Шотландии. Американская премьера состоялась 14 марта 2010 года на Международном кинофестивале в Омахе.
Заявив, что он не получил полагающейся за роль зарплаты, Эдриен Броуди затеял тяжбу с создателями фильма, а также пытался помешать выпуску фильма на DVD до того момента, пока он полностью не получит свои деньги. В конце ноября по постановлению Федерального районного суда США был наложен запрет на использование изображения Броуди в Джалло, пока он не получит оставшуюся сумму денег. 20 января 2011 года Deadline Hollywood Daily сообщил, что Броуди достиг соглашения с продюсерами. Броуди заявил: «Я получил огромное удовольствие от процесса создания Джалло, и я счастлив, что все дела решены и люди наконец могут насладиться просмотром фильма».